# Ла-Сегаласьер
Ла-Сегаласье́р (фр. и окс. La Ségalassière) — коммуна во Франции, находится в регионе Овернь. Департамент — Канталь. Входит в состав кантона Сен-Маме-ла-Сальвета. Округ коммуны — Орийак.
Код INSEE коммуны — 15224.

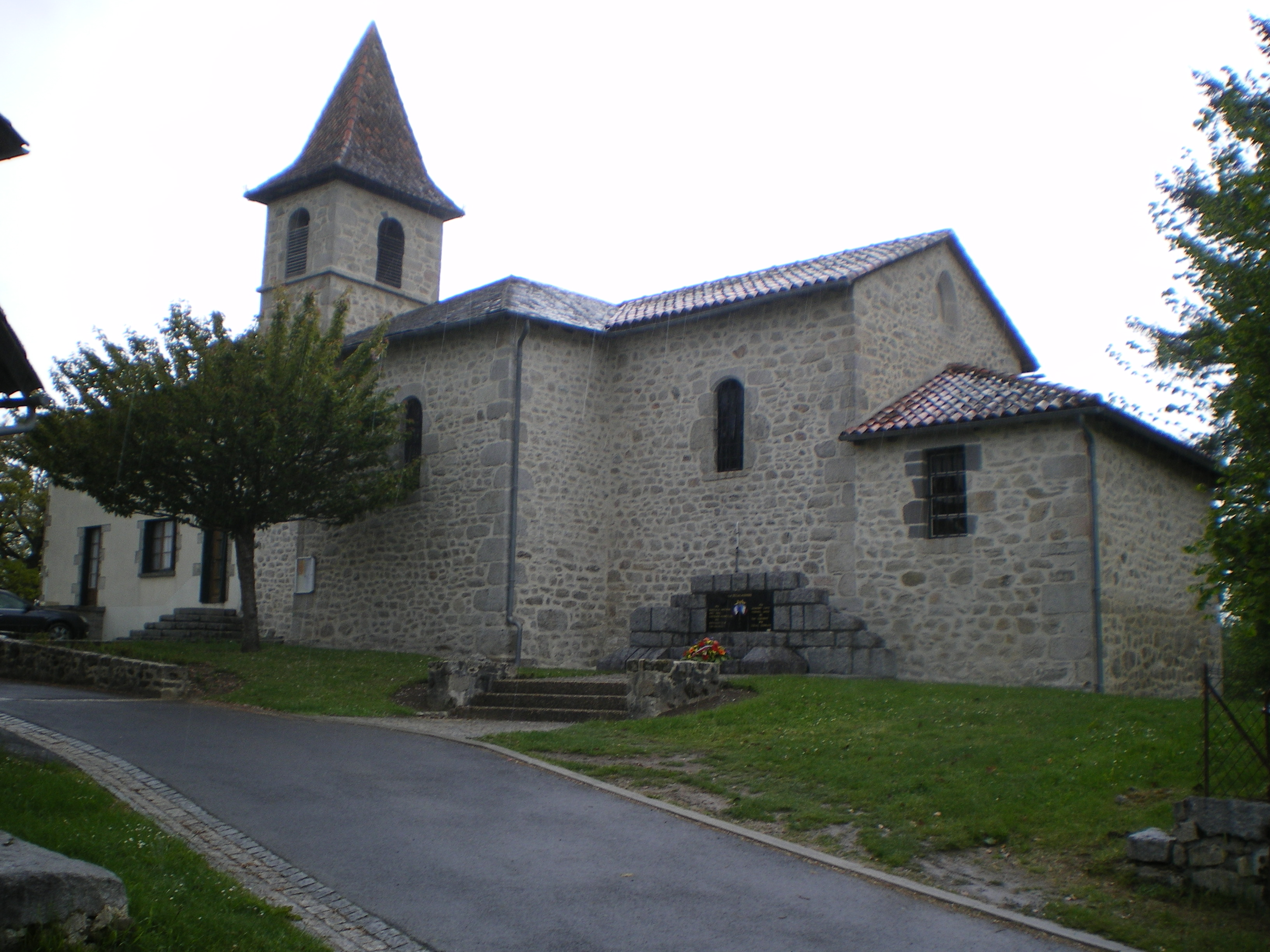
Церковь

Коммуна расположена приблизительно в 440 км к югу от Парижа, в 120 км юго-западнее Клермон-Феррана, в 19 км к западу от Орийака.

## Население
Население коммуны на 2008 год составляло 119 человек.
| 1962 | 1968 | 1975 | 1982 | 1990 | 1999 | 2008 |
| ---- | ---- | ---- | ---- | ---- | ---- | ---- |
| 142  | 144  | 122  | 105  | 78   | 98   | 119  |

## Экономика
В 2007 году среди 61 человека в трудоспособном возрасте (15—64 лет) 44 были экономически активными, 17 — неактивными (показатель активности — 72,1 %, в 1999 году было 66,0 %). Из 44 активных работали 41 человек (24 мужчины и 17 женщин), безработных было 3 (2 мужчин и 1 женщина). Среди 17 неактивных 4 человека были учениками или студентами, 11 — пенсионерами, 2 были неактивными по другим причинам.